# Isha Schwaller de Lubicz
 (mars 2018).
Si vous disposez d'ouvrages ou d'articles de référence ou si vous connaissez des sites web de qualité traitant du thème abordé ici, merci de compléter l'article en donnant les références utiles à sa vérifiabilité et en les liant à la section « Notes et références ».
Pour les articles homonymes, voir Schwaller.
Isha Schwaller de Lubicz (Condé-sur-Noireau, 11 janvier 1885 - Paris 17e, 24 décembre 1962) est une théosophe, égyptologue et écrivaine française.

## Biographie
Isha Schwaller de Lubicz est née Charlotte Jeanne Germain. Originaire de Condé-sur-Noireau dans le Calvados, en Normandie, elle prend le pseudonyme d'Isha lors de sa venue à Paris dans le cercle théosophique et initiatique du journal Le Théosophe, dirigé par Liévin Revel puis par ses deux fils jusqu'en 1917, avant d'adhérer au cercle des Veilleurs et à son nouveau groupe de presse (où elle publie des articles sur l'initiation féminine et où elle est aussi spécialisée dans l'eurythmothérapie et l'éducation infantile). 
Elle épouse l'armateur Georges Lamy, avec qui elle a quatre enfants (Jacques, Suzanne, Lucie et Jean). À la mort de son mari Georges Lamy, Isha épousera en 1926 l'ingénieur chimiste et philosophe hermétiste René Adolphe Schwaller de Lubicz (1887-1961). Elle participera aux activités féminines de la « station scientifique de Suhalia » qui fut en fonction en Haute-Engadine entre 1922 et 1928 — elle a été lancée et financée par Louis-Alain Guillaume, et dirigée par René Adolphe Schwaller. Schwaller de Lubicz fut chargée entre autres des initiations de son groupe de Névites[C'est-à-dire ?], des activités artisanales féminines et de la cueillette des « simples » pour la pharmacopée homéopathique de la Station Scientifique.
À partir de 1930, elle s'installe à Grasse, au Mas de Coucagno, voyage en Méditerranée avec son mari sur un yacht, séjourne à Majorque deux ans dans le monastère où vécut Raymond Lulle, puis en Algérie. Elle finit par se fixer en Haute-Égypte pendant une douzaine d'années (1939-1952) et travaille au sein du Groupe de Louxor, fondé en 1943, avec d'éminents égyptologues de l'IFAO tels que Alexandre Varille, Arpag Mekhitarian et Clément Robichon. Elle y plaide la cause d'une égyptologie symboliste. Elle loge dans les dépendances de l'Hôtel Winter Palace Louxor (en) en compagnie de sa fille Lucie Lamy et de son  second mari, René Adolphe Schwaller de Lubicz. À son retour en France, Georges Rémond accueille dans la collection Homo sapiens qu'il dirige chez Flammarion, Her Bak Pois Chiche (1955) et Her Bak Disciple (1956) — publiés initialement au Caire — dans une édition enrichie. Ces ouvrages d'ésotérisme et d'égyptologie eurent alors un certain succès commercial et furent traduit dans plusieurs langues.

## Ouvrages principaux
- Her-Bak "Pois chiche", visage vivant de l'ancienne Égypte, Le Caire, impr. Schindler, 1950. Réédition Flammarion, Paris, 1955.
- Her-Bak, Disciple de la sagesse égyptienne, Le Caire, impr. Schindler, 1951. Réédition Flammarion, Paris, 1956.
- L'ouverture du chemin, éditions Caractères, Paris, 1957. Réédition Aryana, Paris, 1960.
- La Lumière du chemin, éditions La Colombe, Paris, 1960. Réédition La Table d'Emeraude.
- “Aor” : R. A. Schwaller de Lubicz. Sa vie. son œuvre, éditions La Colombe, Paris, 1963.
- Contribution à l'égyptologie, Le Caire, impr, Schindler, 1949. Réédition Guttenberg Reprint, J.-C. Bailly, Paris, 1989.